# Reginald Lee
Reginald Robinson Lee, född 19 maj 1870 i Benson, Oxfordshire, död 6 augusti 1913, var en brittisk besättningsman och utkiksman ombord på det välkända fartyget Titanic, vilken kolliderade med ett isberg natten till den 15 april 1912 och sjönk. Innan dess hade han även varit utkiksman på Titanics systerfartyg RMS Olympic.
Tillsammans med Frederick Fleet hade han kvällen den 14 april 1912 vaktpasset i förmastens utkikskorg, kallad "the crow's nest". Lee beskrev att natten var mycket kall, lugn och att det var helt stjärnklart utan någon måne. Fleet fick syn på ett isberg rakt i fartygets väg cirka 23:40 och ringde i skeppsklockan samt telefonerade till bryggan om vad han sett. Lee beskrev att någon form av dis bildades precis framför isberget. Lee beskrev sedan hur fartyget girade kraftigt och han var nästan säker på att de inte kolliderat.
Lee överlevde katastrofen, likaså dennes kompanjon Fleet. Lee kom dock att stanna kvar på fartyget betydligt längre än kollegan som beordrades ner i en av de tidigast sjösatta livbåtarna. Efter att ha avlösts uppe i masten noterade Lee is på fördäcket och att vatten kom in i någon av de främre sektionerna. Han såg besättningsmän från pannrummen komma upp med sina packningar. Han begav sig till båtdäcket, det högst belägna däcket och började hjälpa till att förbereda livbåtarna för sjösättning. Lee kom med livbåt 13 som var bland de sista att lämna fartyget, och också närapå överfylld. Han kunde inte se den slutgiltiga förlisningen, men mindes att det elektriska ljuset fungerade in i det sista, och han hörde några som han beskrev det undervattensexplosioner.
Reginald Lee föreföll att bli utmattad av de förhör som hölls med honom i Storbritannien i maj 1912. Förhörsledarna bad honom flera gånger att tala högre och på frågan om han var van vid dimmiga förhållanden till sjöss svarade han "-jag befinner mig i dimma just nu". På frågan om Lee kände på sig att is var att vänta svarade han "-You could smell it", "-du kunde lukta dig till det" vilket förbryllade förhörsledaren, men Lee klargjorde att det han menat var att han känt av en kraftig temperaturförändring en kort tid innan kollisionen.
Han återgick sedan till sitt arbete som sjöman. I juli 1913 försämrades hans hälsa och han fick svårt att andas. Han dog i sviterna av en lunginflammation den 6 augusti 1913. Det visade sig också att Lee lidit av ett förstorat hjärta.